# Pfaffenfeindtaler

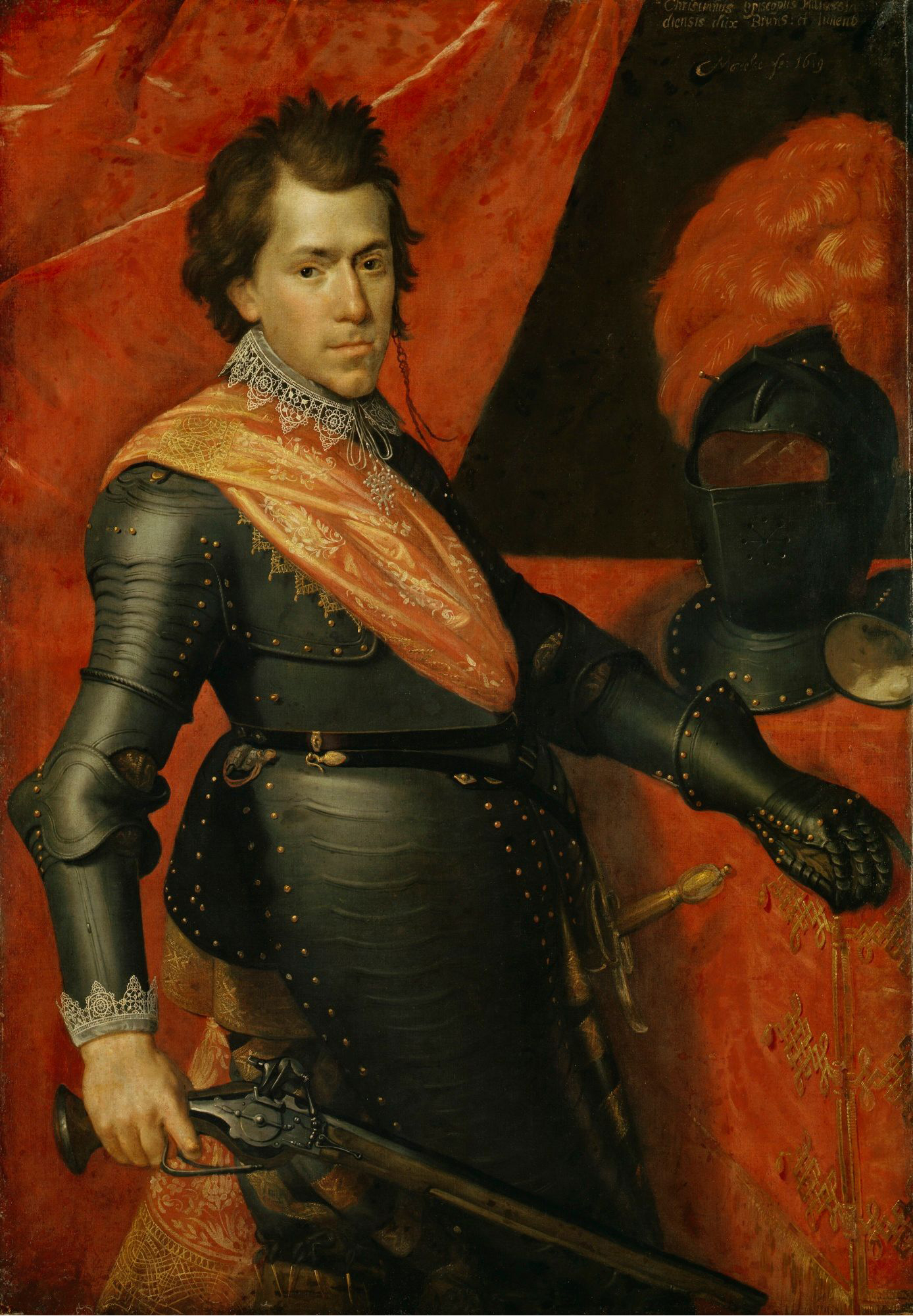
Cristiano di Brunswick (dipinto di Paulus Moreelse, 1619)

Il Pfaffenfeindtaler (tallero del nemico dei preti), a volte indicato anche come Gottesfreundtaler (tallero degli amici di Dio), è una Spottmünze, che Cristiano di Brunswick-Wolfenbüttel, comandante di un gruppo di mercenari protestanti fece coniare nel 1622, durante la guerra dei trent'anni. 
Le monete avevano lo stesso peso e contenuto d'argento di un Reichstaler. La nuova monete serviva a finanziare la sua campagna militare e come soldo delle sue truppe. Inoltre serviva anche ad allargare la sua fama e come espressione del suo atteggiamento contro la Lega cattolica. In tallero era dunque anche uno strumento di propaganda. Per un certo periodo il Pfaffenfeindtaler probabilmente il Pfaffenfeindtaler fu anche un mezzo di pagamento legale. Fu anche una specie di media per dimostrare successo e potere non solo ai propri seguaci, ma anche ai nemici.
Nel tallero, nella sua genesi e significato fantasia e realtà sono difficili da separare, da un lato a causa delle scarsità delle fonti, ma dall'altro soprattutto per la personalità del "folle Christian", che nei secoli è stato circondata da molte leggende. In ambito numismatico il Pfaffenfeindtaler è incluso tra Feldmünze, Notgeld o monete ossidionali

## Premesse
Christian von Braunschweig-Wolfenbüttel, che a causa dei suoi eccessi militari è anche detto „folle Christian“ o „di Halberstadt“, era il condottiero di una milizia forte di circa 20.000 uomini, con cui nel gennaio del 1622 occupò la cattolica Paderborn. Secondo la legenda le sue truppe devono aver preso il tesoro della Cattedrale di Paderborn, che comprendeva, oltre all'oro e all'argento, anche lo scrigno di Liborio di Le Mans. Almeno una parte di questo tesoro fu fuso per battere il cosiddetto Pfaffenfeindtaler.

## Descrizione
I talleri d'argento che ci sono pervenuti hanno un diametro tra i 41 e i 47 mm e un peso tra 27 e 29 grammi.
Al dritto, nel campo, c'è la legenda, su tre righe „GOTTES FREVNDT / DER PFAFFEN / FEINDT“ (L'amico di Dio è nemici dei preti). Nel giro invece c'è: „CHRISTIAN•HERTZ[OG]:ZV•BRAVNSCHW[EIG]:V[ND]:LVNENB[URG]“ (Cristiano, duca del Braunsweig e Lunenburg).
Il rovescio mostra, un braccio destro corazzato, che esce da una nube, il cui pugno tiene una spada. La legenda recita: „TOUT•AVEC•DIEV•1•6•22“ (francese per Tutto con Dio e la data). In una versione diversa e più rara della moneta, sulla punta della spada si trova una berretta, detta anche, in tedesco „Pfaffenhut“ (cappello del prete). Il termine „Pfaffe“ era usato durante la guerra dei trent'anni come insulto per indicare il clero della chiesa cattolica. Chi non era in grado di leggere il testo della legenda, capiva in ogni caso il simbolo della mano di Dio con la spada, sollevata minacciosamente. La nuvola simbolizzava il cielo e quindi la sfera divina.
Il metallo utilizzato fu prevalentemente l'argento; in numero molto ridotto ci sono anche ducati e fiorini d'oro e altre monete che hanno tuttavia minor diametro e peso. Non si sa dove le monete siano state battute, ma si pensa che sia stato a Lippstadt, dato che questa città nel 1622 è stata per breve tempo il quartier generale di Christians von Braunschweig-Wolfenbüttel. Tuttavia, Lippstadt allora era da lungo tempo senza una zecca, il che significa che prima si sarebbe dovuto portare tutte le apparecchiature necessarie. Data la qualità tecnica relativamente elevata dell'emissione è escluso si sia trattato di una zecca improvvisata. Non si possono dimostrare inequivocabilmente ipotesi che la zecca sia stata a Soest o un'altra, come ad esempio quella del fratello Federico Ulrico di Brunswick-Lüneburg{.

## „Eredità“ dei Pfaffenfeindtaler
Dopo il tesoro di Liborio fu rubato e distrutto almeno in parte nel saccheggio della cattedrale di Paderbor, per coniare Pfaffenfeindtaler dal metallo ottenuto, un nuovo scrigno per le reliquie fu costruito nel 1624-1627. Secondo la leggenda, fu fatto con la fusione di queste monete. Di fatto oggi due talleri completamente conservati sono nella decorazione dello scrigno. A causa della presunta origine del metallo utilizzato per la coniazione, ai restanti talleri è stato attribuito, dai cattolici, lo stato di reliquie.
Alcuni decenni dopo il tallero fu coniato di nuovo più volte: una prima volta nel 1670/71, quando il duca Rodolfo Augusto di Brunswick-Lüneburg, un parente di Cristiano, ebbe uno scontro con Christoph Bernhard von Galen, principe-vescovo di Münster, per la città di Höxter. In questa occasioni furono sovrabattute, in parte, anche altre monete. Un'altra volta ci fu una coniazione, negli anni 1696-1697, eseguita da parte dell'incisore Johann Reinhold Engelmann, di Breslavia.
Per il crocefisso dell'ostensorio progettato nel 1947 da Fritz Schwerdt e eseguito nel 1961 dalla Heilig-Geist-Kirche furono fusi alcuni Pfaffenfeindtaler. Un tallero fu sicuramente inserito nel vetro dell'ostensorio.